# Brookesia exarmata
Brookesia exarmata là một loài thằn lằn trong họ Chamaeleonidae. Loài này được Schimmenti & Jesu miêu tả khoa học đầu tiên năm 1996.